# Bahnstrecke Landquart–Davos Platz
| Strecke |       | von Thusis                                           | von Thusis                                           |
| Bahnhof | 0,00  | Landquart                                            | 523 m ü. M.                                          |
| Brücke über Wasserlauf |       | Landquart I (40 m)                                   | Landquart I (40 m)                                   |
| Bahnhof | 2,07  | Malans GR                                            | 536 m ü. M.                                          |
| Dienststation / Betriebs- oder Güterbahnhof | 2,68  | Malans Ost (Abzw)                                    | 543 m ü. M.                                          |
| Blockstelle | 4,13  | Malans alte Säge                                     | 559 m ü. M.                                          |
| Tunnel |       | Klus (984 m)                                         | Klus (984 m)                                         |
| Blockstelle | 5,97  | Klus                                                 | 581 m ü. M.                                          |
| Haltepunkt / Haltestelle | 6,73  | Seewis-Pardisla                                      | 593 m ü. M.                                          |
| Bahnhof | 7,91  | Grüsch                                               | 630 m ü. M.                                          |
| Brücke |       | Mundatisch (86 m)                                    | Mundatisch (86 m)                                    |
| Dienststation / Betriebs- oder Güterbahnhof | 8,90  | Mundaditsch (Abzw)                                   | 614 m ü. M.                                          |
| Brücke |       | Schiers (37 m)                                       | Schiers (37 m)                                       |
| Bahnhof | 11,46 | Schiers                                              | 654 m ü. M.                                          |
| Dienststation / Betriebs- oder Güterbahnhof | 12.81 | Schiers Schlangenboden (Abzw)                        | 666 m ü. M.                                          |
| Brücke über Wasserlauf |       | Landquart II (52 m)                                  | Landquart II (52 m)                                  |
| Tunnel |       | Fuchsenwinkel (786 m)                                | Fuchsenwinkel (786 m)                                |
| Dienststation / Betriebs- oder Güterbahnhof | 14,85 | Fuchsenwinkel                                        | 705 m ü. M.                                          |
| Bahnhof | 15,39 | Furna                                                | 715 m ü. M.                                          |
| Bahnhof | 16,74 | Jenaz                                                | 723 m ü. M.                                          |
| | 18,10 | gepl. Fideristunnel (1370 m)                         | gepl. Fideristunnel (1370 m)                         |
| Strecke (außer Betrieb) (im Tunnel) · Bahnhof | 18,20 | Fideris                                              | 744 m ü. M.                                          |
| Strecke (außer Betrieb) (im Tunnel) · Blockstelle | 19,59 | Äuli                                                 | 772 m ü. M.                                          |
| | 20,10 |                                                      |                                                      |
| Brücke über Wasserlauf |       | Landquart III Dalvazza (76 m)                        | Landquart III Dalvazza (76 m)                        |
| Dienststation / Betriebs- oder Güterbahnhof | 20,62 | Küblis Ariesch (Abzw)                                | 792 m ü. M.                                          |
| Bahnhof | 21,44 | Küblis                                               | 810 m ü. M.                                          |
| Tunnel |       | Küblis (215 m)                                       | Küblis (215 m)                                       |
| Dienststation / Betriebs- oder Güterbahnhof | 22,59 | Capäls                                               | 855 m ü. M.                                          |
| Brücke über Wasserlauf |       | Truntobel-Viadukt (61 m)                             | Truntobel-Viadukt (61 m)                             |
| Tunnel |       | Saas (88 m)                                          | Saas (88 m)                                          |
| Bahnhof | 24,56 | Saas im Prättigau ehem. Saas                         | 935 m ü. M.                                          |
| Blockstelle | 26,23 | Matteli                                              | 1004 m ü. M.                                         |
| Brücke über Wasserlauf |       | Reutlandtobel (53 m)                                 | Reutlandtobel (53 m)                                 |
| Dienststelle, ehemals Bahnhof | 27,66 | Serneus                                              | 1028 m ü. M.                                         |
| Brücke über Wasserlauf |       | Saaseralpbach (60 m)                                 | Saaseralpbach (60 m)                                 |
| Dienststation / Betriebs- oder Güterbahnhof | 28.82 | Büel                                                 | 1060 m ü. M.                                         |
| Bahnhof | 30,65 | Klosters Dorf                                        | 1124 m ü. M.                                         |
| Strecke |       | Anschluss Madrisabahn                                | Anschluss Madrisabahn                                |
| ehemalige Blockstelle | 31,35 | Klosters Gäuggeli (Abzw, bis 2023)                   | 1152 m ü. M.                                         |
| Abzweig nach links und ehemals von links · Bahnhof quer · Strecke von rechts                                                                         | 32,44 | Klosters Platz (bis 2011: Klosters)                  | 1191 m ü. M.                                         |
| Strecke (außer Betrieb) · Strecke |       | Anschluss Luftseilbahn Gotschnagrat                  | Anschluss Luftseilbahn Gotschnagrat                  |
| Brücke über Wasserlauf (Strecke außer Betrieb) · Brücke über Wasserlauf                                                                              |       | ehem. Strecke bis 1930 / Landquart (89 m)            | ehem. Strecke bis 1930 / Landquart (89 m)            |
| Strecke (außer Betrieb) · Tunnelanfang |       | Klosters-Tunnel (402 m)                              | Klosters-Tunnel (402 m)                              |
| Strecke von links (im Tunnel) · Abzweig quer und ehemals nach rechts · Strecke Tunnelanfang und quer · Abzweig geradeaus und nach rechts (im Tunnel) |       | Kehrtunnel Cavadürli (334 m), Wassertobelbach (75 m) | Kehrtunnel Cavadürli (334 m), Wassertobelbach (75 m) |
| Strecke nach links (im Tunnel) · Bahnhof quer · Strecke von rechts · Strecke (im Tunnel)                                                             | 36,62 | Cavadürli                                            | 1352 m ü. M.                                         |
| Strecke von links (im Tunnel) · Kreuzung mit Tunnelstrecke · Strecke nach rechts (im Tunnel)                                                         |       | Zugwald (2172 m)                                     | Zugwald (2172 m)                                     |
| Strecke nach links (im Tunnel) · Kreuzung Streckenende und quer (im Tunnel) · Abzweig quer und ehemals von rechts                                    |       | nach Sagliains zur Engadinerbahn                     | nach Sagliains zur Engadinerbahn                     |
| Strecke von links · Strecke nach rechts · Tunnelanfang (Strecke außer Betrieb)                                                                       |       | gepl. Wolfgangtunnel (7810 m)                        | gepl. Wolfgangtunnel (7810 m)                        |
| Bahnhof · Strecke (außer Betrieb) (im Tunnel) | 40,82 | Davos Laret                                          | 1522 m ü. M.                                         |
| Bahnhof · Strecke (außer Betrieb) (im Tunnel) | 43,69 | Davos Wolfgang Scheitelpunkt                         | 1625 m ü. M.                                         |
| Tunnel · Strecke (außer Betrieb) (im Tunnel) |       | Lawinengalerie Seehorn (81 m)                        | Lawinengalerie Seehorn (81 m)                        |
| Abzweig geradeaus und ehemals von links · Strecke Tunnelanfang und quer (außer Betrieb) · Strecke nach rechts (außer Betrieb) (im Tunnel)            | 46,40 | Davosersee                                           | Davosersee                                           |
| Bahnhof | 47,33 | Davos Dorf                                           | 1560 m ü. M.                                         |
| Strecke |       | Anschluss Parsennbahn                                | Anschluss Parsennbahn                                |
| Bahnhof | 49,98 | Davos Platz                                          | 1540 m ü. M.                                         |
| Strecke |       | Anschluss Ischalp-Jakobshornbahn                     | Anschluss Ischalp-Jakobshornbahn                     |
| Strecke |       | nach Filisur                                         | nach Filisur                                         |
| |       |                                                      |                                                      |
| Quellen: |       |                                                      |                                                      |

|             |  |  |  |
| 1. 2. 3. 4. |  |  |  |

Die Bahnstrecke Landquart–Davos Platz, auch Davoserlinie, Davoserbahn, Prättigauerlinie oder nach der früheren Bahngesellschaft manchmal Landquart–Davos-Bahn genannt, ist eine meterspurige Schweizer Schmalspurbahn. Sie gehört zum Stammnetz der Rhätischen Bahn (RhB) und verbindet seit 1890 Landquart im Rheintal mit dem Kurort Davos.

## Streckenbeschreibung
Der Bahnhof Landquart ist ein Eisenbahnknoten. Reisende aus Richtung Zürich oder St. Gallen, die ins Prättigau, nach Davos oder über die Vereinalinie ins Unterengadin wollen, müssen dort von der normalspurigen Bahnstrecke Chur–Rorschach der Schweizerischen Bundesbahnen in die Schmalspurzüge der RhB umsteigen. Aus Richtung Chur verkehren, von der Bahnstrecke Landquart–Thusis her kommend, auch durchgehende Züge nach Klosters und Davos beziehungsweise Scuol-Tarasp.
Nach dem Verlassen des Bahnhofs Landquart fährt der Zug zunächst in Richtung Norden, überquert den Fluss Landquart und wendet sich dann Richtung Osten. Die ersten 15 bis 20 Kilometer sind sehr gut ausgebaut und für Geschwindigkeiten bis zu 90 km/h zugelassen. Bis zur Station Malans entfernt sich die Strecke vom Ufer der Landquart, kehrt dann jedoch wieder zurück und wird diesem Fluss bis Klosters folgen. Ursprünglich war bei Malans eine Streckenführung direkt neben der Landquart geplant. Da sich die Malanser aber eine Anbindung an das Schienennetz wünschten, stellten sie das nötige Bauland zur Verfügung und erwirkten so den kleinen Umweg durch Malans.

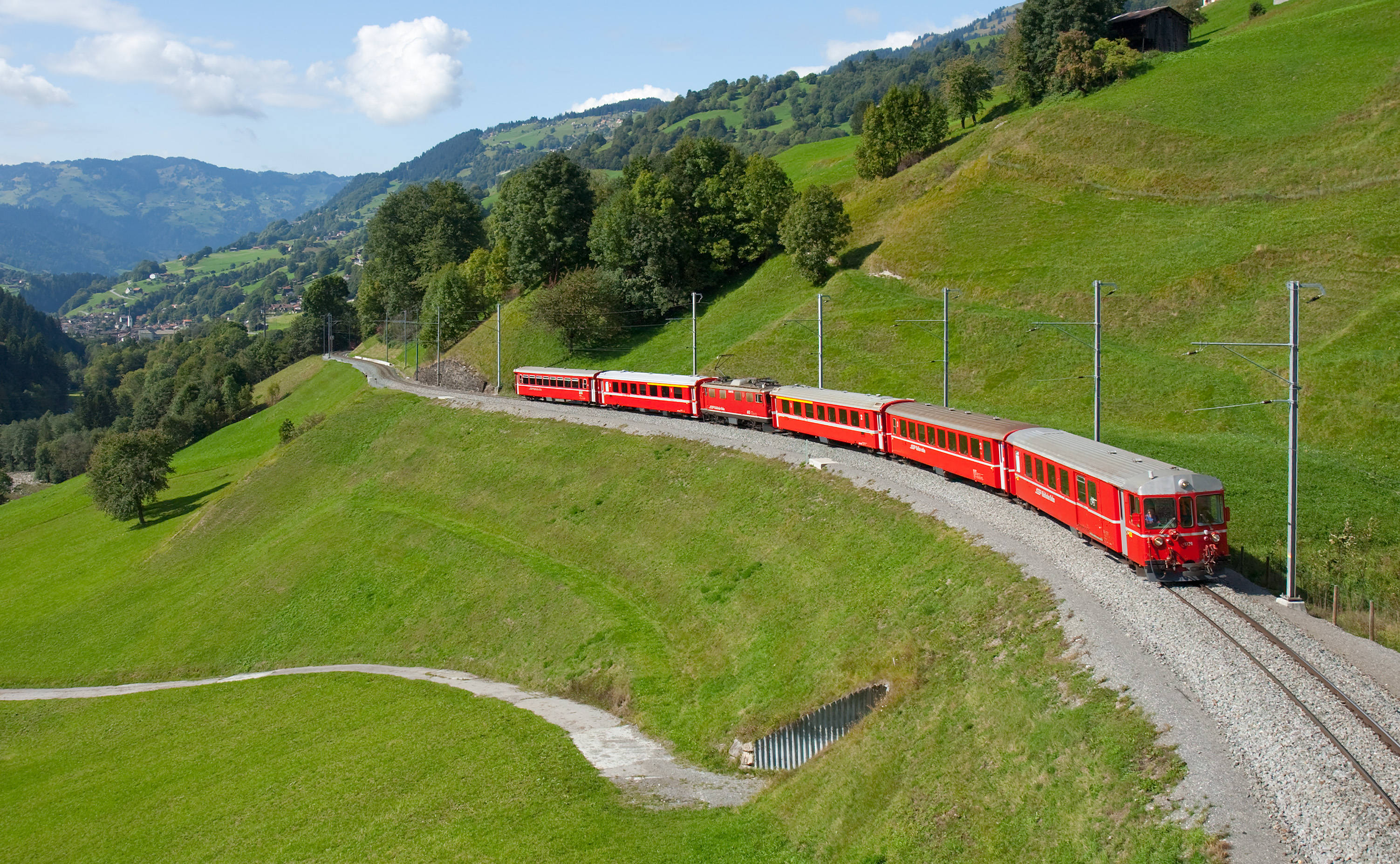
Ge 4/4 ^{I} mit Pendelzug und zwei Verstärkungswagen kurz vor Saas, hinten im Tal liegt Küblis

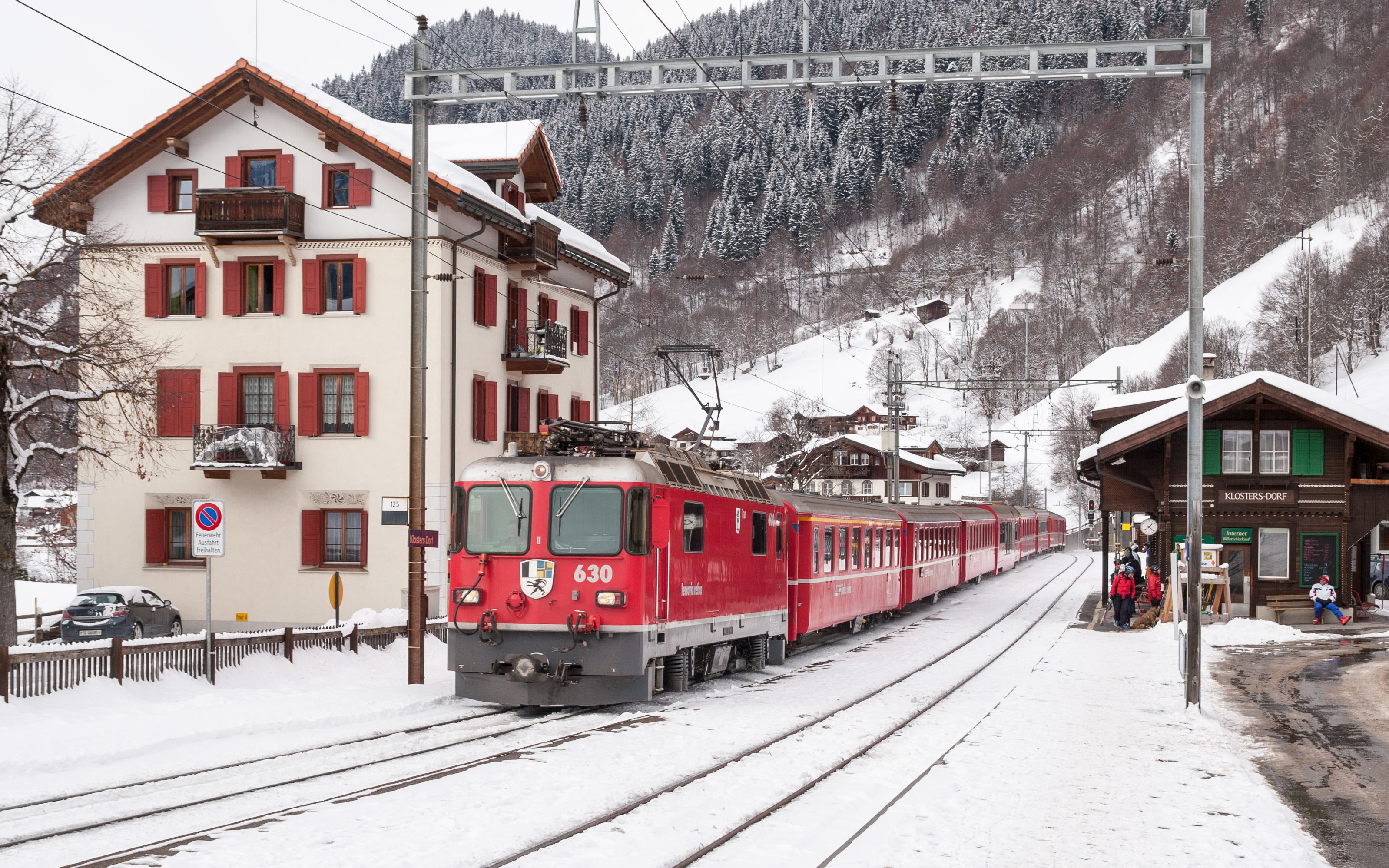
Ge 4/4 II Nr. 630 durchfährt Klosters Dorf (Januar 2010)

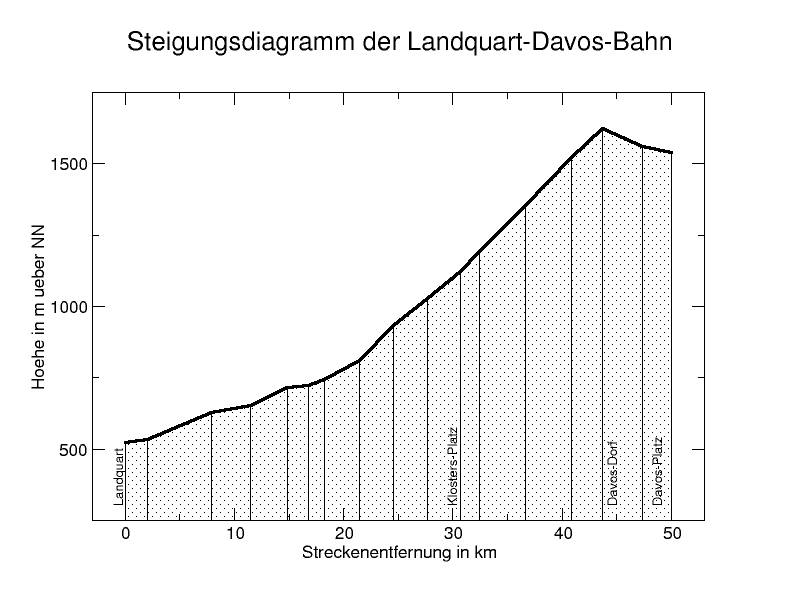
Steigungsdiagramm der Strecke

Von Landquart bis Malans wurde die Strecke zweigleisig ausgebaut.
Zwischen Malans und der Station Seewis-Pardisla in Pardisla (593 m ü. M.) führt die Strecke durch den 1017 m langen Chlus-Tunnel, der seit 1963 eine enge Schlucht, die Chlus, umgeht. Parallel zu diesem Tunnel verläuft auch ein Strassentunnel, durch den die Nationalstrasse 28 führt.
Hinter Grüsch erreicht die Strecke nach einem Doppelspurabschnitt den dreigleisigen Bahnhof Schiers. 2008 wurde der Abschnitt nach dem Bahnhof bis zum Fuchsenwinkel-Tunnel auch zu einer Doppelspur ausgebaut. So auch die zwei Brücken über den Schraubach im Dorf Schiers und über die Landquart, bei der die Strecke auf die südliche Seite der Landquart wechselt.
Die hinter dem östlichen Tunnelmund des 786 m langen Fuchsenwinkel-Tunnels beginnende Kreuzungsstelle Fuchsenwinkel besteht aus einem 460 m langen Ausweichgleis. Vor dem nächsten bedeutenderen Bahnhof, Küblis, wird die Landquart erneut überbrückt. Der folgende Abschnitt bis Klosters ist mit bis zu 44 Promille der zweitsteilste Abschnitt der Strecke.
Hinter Serneus wird bereits der nach Klosters im 180°-Winkel gewendete Streckenabschnitt nach Davos sichtbar. Ins Auge sticht aber vor allem die 525 m lange und 60 m hohe Sunnibergbrücke, Kernstück der für den Strassenverkehr gebauten Umfahrung Klosters, die das südlich der Strecke entlang laufende Tal der Landquart überspannt. Nach der Durchquerung von Klosters Dorf erreicht das Trassee den Bahnhof Klosters Platz (bis 2011 Klosters) in der Fraktion Klosters Platz.
Der Bahnhof Klosters Platz besteht aus drei überdachten Bahnsteiggleisen. Ein weiteres Durchfahrtsgleis dient dem Güterverkehr. Hinter dem Bahnhof liegt in einer 45°-Kurve die Landquartbrücke IV. Sie stellt die vierte und letzte Querung der Landquart dar. Aufgrund der ungünstigen örtlichen Gegebenheiten wurde sie als Balkenbrücke mit Fachwerksöffnungen realisiert. Nach dem zuständigen Sachbearbeiter beim ausführenden Ingenieurbüro Rigendinger wird sie auch Maag-Brücke genannt. Die zweigleisige Brücke mit Kreuzung führt zu zwei Tunnelbauwerken:
- Durch den Tunnel auf der linken Seite, den Zugwaldtunnel, gelangen die Züge zur Verladestation des im Jahr 1999 eröffneten Vereinatunnels. Dieser bildet das Kernstück der zeitgleich eröffneten Vereinalinie, die Nordbünden mit dem Unterengadin verbindet.
- Die Strecke nach Davos verläuft durch den rechten, 388 m langen Klosters-Tunnel, einen Kehrtunnel, und wendet sich dabei in einem weiteren 45°-Winkel nun nach Westen. Hier liegt die Steigung bei 45 Promille.

Im 334 m langen Cavadürli-Kehrtunnel dreht sich das Trassee erneut in die entgegengesetzte Richtung, nun wieder nach Osten.

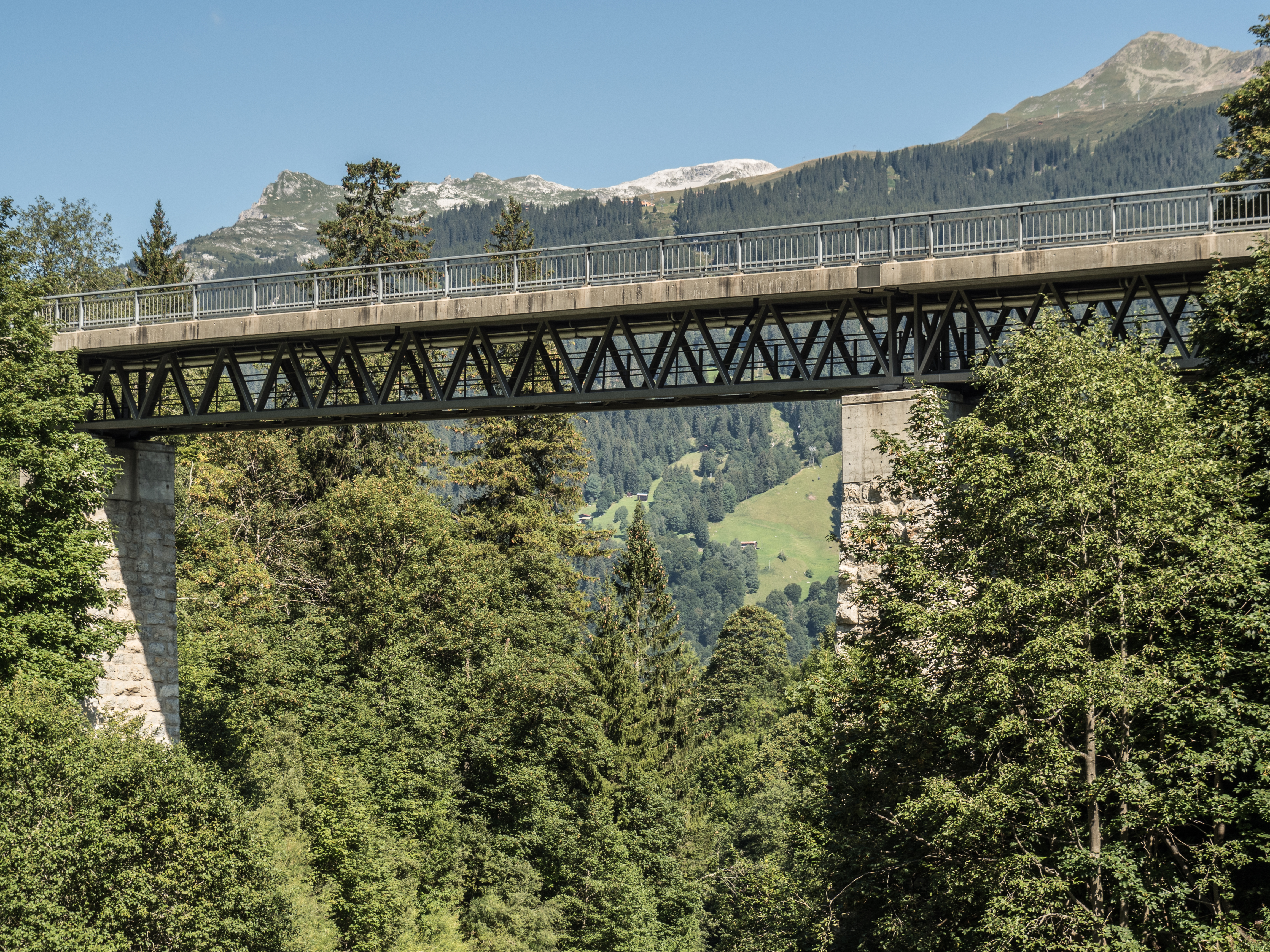
Die 1930 aufgelassene Brücke über die Landquart in Klosters

Der Klosters-Tunnel wurde zur Verbesserung des Betriebsablaufs 1930 nachträglich erbaut. Ursprünglich war Klosters ein Spitzkehrenbahnhof, in dem die Züge jeweils die Fahrtrichtung wechselten. Beim Bau des Tunnels wurde auch der Bahnhof leicht verschoben. Die ehemalige Bahnbrücke von 1889 ist heute noch vorhanden und dient als sogenannte Rütipromenade nun Fussgängern und Skifahrern.
Die Ausweichstelle Cavadürli, die beliebter Ausgangspunkt für Wanderungen ist, liegt schon 160 m über Klosters Platz. Im Folgenden führt die Strecke durch dichte Lärchen- und andere Nadelwälder zur Station Davos Laret. Höchster Punkt ist die Haltestelle Davos Wolfgang. Danach führt die Strecke wieder bergab und dem Davosersee entlang zum Bahnhof Davos Dorf und weiter nach Davos Platz. Der gleichnamige Bahnhof ist der Endpunkt dieser Strecke, sie geht dort in die Bahnstrecke Davos Platz–Filisur über.
Ein 2008 erfolgter parlamentarischer Vorstoss zur Verbindung der Strecke mit der Arosabahn wird zurzeit von der Bündner Regierung angesichts knapper finanzieller Mittel nicht als prioritär betrachtet.
Der Bahnhof Schiers brannte in der Nacht auf den 3. August 2021. Dabei wurden der Güterschuppen und das daran angebaute Stationsgebäude stark beschädigt, so dass ein Abbruch sinnvoll ist. Deswegen wird der für 2028–2030 vorgesehene Umbau des Bahnhofplatzes mit Ersatzneubau des Bahnhofgebäudes vorgezogen und soll Mitte Dezember 2022 abgeschlossen sein.

## Ausbauprojekt
Das letzte noch nicht ausgebaute Teilstück der Nationalstrasse 28 zwischen der Station Fideris (Jenaz) und Dalvazza soll bis 2035 ausgebaut werden. Dafür wird im Rahmen von STEP 2035 die Strecke der Rhätischen Bahn in einen Tunnel verlegt. Auf dem freiwerdenden Bahntrassee wird dann die neue Hauptstrasse gebaut.